# 福岡西郵便局
福岡西郵便局（ふくおかにしゆうびんきょく）は、福岡県福岡市西区石丸にある郵便局。民営化前の分類では集配普通郵便局であった。

## 概要
住所：〒819-8799 福岡県福岡市西区石丸3-2-11

## 沿革
- 1989年（平成元年）10月16日 - 福岡西郵便局として、西区石丸三丁目に開局[1]。
- 1998年（平成10年）9月1日 - 外国通貨の両替および旅行小切手の売買に関する業務取扱を開始。
- 2007年（平成19年）10月1日 - 民営化に伴い、併設された郵便事業福岡西支店に一部業務を移管。
- 2012年（平成24年）10月1日 - 日本郵便株式会社発足に伴い、郵便事業福岡西支店を福岡西郵便局に統合。
- 2025年（令和7年）3月10日 - 今宿郵便局から集配業務を移管。

## 取扱内容
- 郵便、印紙、ゆうパック、内容証明
- 貯金、為替、振替、振込、国際送金、外貨両替・トラベラーズチェック、国債、投資信託
- 生命保険、バイク自賠責保険、自動車保険
- ゆうちょ銀行ATM
- 福岡市西区内の一部地域の集配業務
- ゆうゆう窓口

## 周辺
- 福岡市立石丸小学校
- 白十字病院

## アクセス
- JR筑肥線 下山門駅から徒歩約22分
- 西鉄バス 福岡西郵便局前停留所下車
- 福岡高速環状線 福重出口から北へ約500m、もしくは福岡前原有料道路 拾六町ICから東へ約2km
- 駐車場あり：30台